# Landratsbezirk Vilbel
Der Landratsbezirk Vilbel war ein Landratsbezirk in der Provinz Oberhessen des Großherzogtums Hessen mit Sitz in Vilbel. 1821 gegründet, ging er 1832 im Kreis Friedberg auf.

## Geschichte

### Entstehung
Im Zuge der Verwaltungsreform von 1821 im Großherzogtum wurden auch auf unterer Ebene Rechtsprechung und Verwaltung getrennt und die Aufgaben der überkommenen Ämter in Landratsbezirken (zuständig für die Verwaltung) und Landgerichtsbezirken (zuständig für die Rechtsprechung) neu organisiert. Der Landratsbezirk Vilbel entstand dabei aus:
- dem Amt Vilbel und Kloppenheim,
- dem Amt Rodheim,
- dem Amt Karben,
- dem Amt Büdesheim,
- dem Amt Altenstadt mit Stammheim (ehemals: Ganerbschaft Staden),
- den dem Staat gehörenden Anteilen an den Kondominaten
  - Amt Assenheim,[Anm. 1]
  - Petterweil und
  - Burg-Gräfenrode
- dem gräflich ysenburgisch-wächtersbacher Amt Assenheim (ohne die Orte Ronneburg und Michelau),
- dem Anteil an Burg-Gräfenrode, den die Grafen von Eltz hielten[Anm. 2],
- Ilbenstadt (ohne die patrimonialgerichtsherrlichen Rechte, die Graf Friedrich I. von Altleiningen-Westerburg innehatte),
- den Solms-Rödelheimer Ämtern
  - Rödelheim und
  - Nieder-Wöllstadt (ohne Einartshausen[Anm. 3]),
- dem Amt Engelthal (Patrimonialgerichtsherren waren hier die Grafen von Solms-Wildenfels),
- dem Patrimonialgericht Ober-Erlenbach; Gerichtsherren waren hier die Grafen von Ingelheim.
- dem Patrimonialgericht Lindheim; Gerichtsherren waren hier die Herren von Specht.
- dem Patrimonialgericht Höchst an der Nidder; Gerichtsherren waren hier die Freiherren von Günderrode.

Der Landratsbezirk Vilbel war somit durchsetzt von adeligen Berechtigungen und Verpflichtungen, Hoheitsrechten, die dem Gewaltmonopol des Staates entgegenstanden.
Die Aufgaben der Rechtsprechung erster Instanz, die die nun aufgelösten Ämtern wahrgenommen hatten, wurden dem ebenfalls neu gegründeten Landgericht Großkarben übertragen.

### Weitere Entwicklung
Der Staat versuchte nun in der Folgezeit, die Hoheitsrechte im Besitz des Adels, die im Bereich des Landratsbezirks Vilbel bestanden, durch Verträge mit den Inhabern der Rechte abzulösen und selbst in die Hand zu bekommen. Dies war gegenüber den ritterschaftlichen Rechteinhabern erfolgreich und geschah
- zum 1. Juli 1822 für Burg-Gräfenrode,[2]
- ebenfalls 1822 für Engelthal,[3]
- Anfang 1823 für Lindheim[4] und
- ebenfalls 1823 für Höchst an der Nidder.[5]

Mit den Standesherren konnten 1823 ebenfalls Übereinkünfte erzielt werden, die aber nicht so weitreichend ausfielen:
- Mit Solms-Rödelheim wurde ein komplexes Abkommen geschlossen,[6] in dem die Zuständigkeiten zwischen Staat und Standesherrschaft geteilt wurden. Soweit das Abkommen den Landratsbezirk Vilbel betraf,
  - handelte in Burg-Gräfenrode der staatliche Landrat nun „im Auftrag der Standesherrschaft“ und
  - die hessisch-staatlichen Anteile an den Kondominaten Assenheim und Burg-Gräfenrode wurden gegen die solms-rödelheimisch-standesherrlichen Anteile des Kondominats Petterweil getauscht.
- Mit den Grafen von Isenburg-Wächtersbach wurde vereinbart, dass in Assenheim, Bönstadt und Bruchenbrücken der staatliche Landrat „im Namen der Standesherrschaft“ handelte.[7]

Weiter wechselte vom Landratsbezirk Vilbel 1823
- Lindheim in den Landratsbezirk Nidda[8] und
- Assenheim in den Landratsbezirk Butzbach.[9]

### Auflösung
In der Gebietsreform 1832 wurden die Landratsbezirke aufgelöst und zu größeren Kreisen zusammengelegt. Deren Zuschnitt wurde mit einer weiteren Verordnung festgelegt. Der Landratsbezirk Vilbel ging dabei gemeinsam mit dem Landratsbezirk Friedberg in dem neuen Kreis Friedberg auf.

## Innere Organisation

### Einteilung
Der Landratsbezirk war in Bürgermeistereien eingeteilt, die dem Landrat unterstanden. Dabei konnten mehrere kleinere Ortschaften auch in einer Bürgermeisterei zusammengefasst wein. Seit 1822 konnten die Hessischen Gemeinden ihre Bürgermeister selbst wählen. Staatliche Schultheiße wurden nicht mehr eingesetzt. Zum Landratsbezirk Vilbel gehörten die Orte:
1. Altenstadt,[12]
2. Assenheim,[13] bis 1823,[Anm. 4]
3. Bauernheim,[14] bis 1823,[Anm. 5]
4. Beinhardshof,[15] bis 1823,[Anm. 6]
5. Bönstadt[16]
6. Bruchenbrücken,[17]
7. Büdesheim,[18]
8. Burg-Gräfenrode[19]
9. Burgholzhausen vor der Höhe,[20]
10. Engelthal,[1]
11. Fauerbach, bis 1823,[Anm. 7]
12. Groß-Karben,[21]
13. Heldenbergen,[22]
14. Höchst an der Nidder,[23]
15. Ilbenstadt,[24]
16. Kaichen,[25]
17. Klein-Karben,[26]
18. Kloppenheim,[27]
19. Lindheim, bis 1823,[Anm. 8]
20. Nieder-Eschbach,[28]
21. Niederursel[29][Anm. 9]
22. Nieder-Wöllstadt, bis 1823,[Anm. 10]
23. Oberau,[30]
24. Ober-Erlenbach,[31]
25. Ober-Eschbach,[32]
26. Okarben,[33]
27. Ossenheim, bis 1823,[Anm. 11]
28. Rendel,[34]
29. Rodenbach,[35]
30. Rodheim,[36]
31. Rödelheim,[37]
32. Rommelhausen[38]
33. Stammheim[1]
34. Steinbach, bis 1823,[39]
35. Vilbel[1] und
36. Wickstadt, bis 1823.[Anm. 12]

### Personal
Einziger Landrat während der gesamten Zeit des Bestehens des Landratsbezirks war Joseph Aloys Seitz (1782–1851).

## Historische Beschreibung
Die Statistisch-topographisch-historische Beschreibung des Großherzogthums Hessen berichtet 1829 über den Landratsbezirk Vilbel:
Die Lage wird beschrieben als: „Der Bezirk, der ganz in der fruchtbaren Wetterau liegt, bildet kein zusammenhängendes Ganze, sondern Vilbel selbst, sodann Rödelheim, Steinbach und Niederursel sind nicht allein von dem Hauptbestandtheil, sondern auch wieder unter sich selbst durch die Gebiete der freien Stadt Frankfurt, Churhessen und Nassau getrennt. Vilbel liegt südlich, und die übrigen Orte südwestlich vom Ganzen. Von Niederursel gehört die Hälfte zu Frankfurt. Am weitesten entfernt liegt Rödelheim. Mit Einschluß der isolirten Orte liegt der Bezirk zwischen dem 50°, 10´ und 50° 20` nördlicher Breite, und zwischen dem 26°, 13` und 26°, 39` östlicher Länge. Die Grenzen sind gegen Norden: der Bezirk Friedberg und der isolirt liegende Theil des Bezirks Büdingen; gegen Osten: die Bezirke Nidda und Büdingen; gegen Süden: das Churfürstenthum Hessen und ein Theil des Gebiets der freien Stadt Frankfurt; gegen Westen: das Herzogthum Nassau und die Landgrafschaft Hessen Homburg.“
Die Natürliche Beschaffenheit als:
„
a) Oberfläche und Boden. Der Bezirk wird von sanften wellenförmigen Anhöhen durchzogen und der Boden ist als in der Wetterau gelegen gut und zum Theil sehr fruchtbar.

b) Gewässer: 1) die Nidda; 2)  die Nidder; 3) die Wetter; 4) der Erlenbach; 5) der Urselbach.“
Die Bevölkerung als: „Die Volkszahl beträgt 19,644 Seelen; hierunter sind 14,685 Evangelische, 3669 Katholiken, 1 Mennonit und 1289 Juden, die zusammen 4 Marktflecken, 25 Dörfer, 1 Weiler, überhaupt 3237 Häuser bewohnen.“
Die Naturprodukte als: „Pferde 1168; Fohlen 108; Bullen 61: Ochsen 202; Kühe 4336; Rinder 833; Schweine 5196; Schaafe 7050; Ziegen 579; Esel 12. Waizen, Korn, Gerste, Hafer, Hülsenfrüchte, Flachs, vieles Obst, Kraut, Rüben, Futterkräuter, Zwiebel, etwas Hopfen und Wein. Basaltbrüche sind bei Ilbenstadt, Kalksteinbrüche zu Kleinkarben. Bei Vilbel sind 2 Steinbrüche, die besonders zu Schmelz und Glasöfen brauchbare Steine liefern. Niederursel hat Torfgräbereien und ein Braunkohlenlager befindet sich zu Niedereschbach, das zwar sehr gute Kohlen liefert, dessen Bau aber, wegen der kostbaren Wassergewältigung aufgegeben ist. Ein Sauerbrunnen ist zu Vilbel, dessen Wasser besonders nach Offenbach und Frankfurt verführt wird. Zwei Mineralquellen sind zu Großkarben. Die eine Quelle wird nur von den Einwohnern benutzt, von der andern aber wird das Wasser exportirt.“
Das Gewerbe und Handel als: „Ackerbau, Viehzucht und Handwerke. Der Getreidebau, so wie der Obstbau ist sehr bedeutend; etwas Wein wird bei Vilbel gewonnen. Die Webereien sind an mehreren Orten sehr im Gang. Holzhausen hat 72 Weber, die viele ganz und halbwollene Zeuche und wollene Strümpfe verfertigen. Dieselben Waaren bereiten 37 Weber in Rodheim. In Niedereschbach sind die Leineweber auch zahlreich und fertigen meist leinene und halbwollene Zeuche für die Fabriken in Friedrichsdorf in der Landgrafschaft Hessen-Homburg. Wollkämmer sind zu Obererlenbach; Strumpfwirker zu Kleinkarben, wo sich auch viele Leineweber befinden. Großkarben, Petterweil haben auch viele Leineweber. In Großkarben und Ilbenstadt sind die Brandeweinbrennereien von Bedeutung. Zu Rödelheim besteht eine Wachsleinenfabrik, so wie eine Schnupf-Tabaksfabrik, und Niederursel hat eine Tabaks- und eine Papiermühle, so wie auch Obereschbach eine Papiermühle besitzt, die aber nur gröbere Papiersorten und Glanzpappe verfertigt. Getreide kann in ziemlicher Menge ausgeführt werden, namentlich aus Holzhausen, Kleinkarben, Rodheim etc. Vilbel treibt einen nicht unbedeutenden Handel mit Vieh, Obst, Viktualien. Sauerwasser aus Vilbel und Großkarben wird, wie schon erwähnt, besonders nach Frankfurt und Offenbach abgesetzt. Die Chausseen, die den Bezirk in allen Richtungen durchziehen, begünstigen den Handel außerordentlich, und sind für das Straßengewerbe von großer Bedeutung. Diese Straßen sind: 1) die Hauptstraße von Frankfurt nach Giessen, geht durch Vilbel, Kloppenheim und Okarben; 2) die Straße von Niederwöllstadt nach Büdingen, geht durch Ilbenstadt und Altenstadt; 3) die Straße von Ilbenstadt nach Hanau, geht durch Kaichen, von hieraus ziehet auch eine nach Altenstadt und Heldenbergen; 4) Straße von Frankfurt nach Homburg, zieht durch Obereschbach; 5) Straße von Frankfurt nach Cronenberg, geht durch Rödelheim; 6) Straße von Vilbel nach Offenbach.“